# NGC 6897
NGC 6897 (również PGC 64513) – galaktyka spiralna (Sbc), znajdująca się w gwiazdozbiorze Koziorożca. Odkrył ją Albert Marth 28 czerwca 1863 roku.